# Franz von Liszt
Franz von Liszt (ur. 2 marca 1851 w Wiedniu, zm. 21 czerwca 1919 w Seeheim) – austriacki prawnik, profesor prawa karnego i międzynarodowego na Uniwersytecie Berlińskim, profesor uniwersytetów w Marburgu i Halle, członek Reichstagu z ramienia Postępowej Partii Ludowej (niem. FVP – Fortschrittliche Volkspartei), najważniejszy przedstawiciel szkoły socjologicznej prawa karnego.
W latach 1869-1873 studiował na Uniwersytecie w Wiedniu pod kierunkiem Rudolfa von Iheringa. W 1876 na Uniwersytecie w Grazu uzyskał habilitację prawa karnego, a w 1879 objął katedrę  Uniwersytecie w Gießen. Po trzech latach przeniósł się do Marburga. W swoim tzw. „programie marburskim” z 1882 zwrócił uwagę przede wszystkim na konieczność skierowania kary przeciw sprawcy, a nie czynowi: „Nie czyn, lecz sprawca zostaje ukarany”, w 1889 objął katedrę w Halle, a w 1898  przeniósł się na największy fakultet prawniczy w Niemczech, do Berlina. 
Był kuzynem węgierskiego kompozytora Franza Liszta.